# ستين فرنسيس
ستين فرنسيس (18 ديسمبر 1982 - ) هو لاعب كرة قدم بلجيكي في مركز الوسط. لعب مع آود هيفرلي لوفين وفيربرويديرينغ غيل ونادي فيسترلو.

## وصلات خارجية
- ستين فرنسيس على موقع قاعدة بيانات كرة القدم.إي يو (الإنجليزية)